# Í
Í, í, i̇́ (I с акутом) — буква расширенной латиницы.
В частности является отдельной буквой в чешском, словацком, исландском, фарерском, венгерском языках и в татарской латинице, где как правило обозначает долгий звук [iː]. Встречается также во многих романских (каталанском, испанском, португальском, галисийском, окситанском и др.), ирландском, навахо, вьетнамском, китайском пиньине и других языках, где акут указывает на место ударения или на соответствующий тон.

## Использование
- В фарерском языке является 11-й по счёту и обозначает /ʊi/.
- Является 16-й по счёту в венгерском алфавите, 16-й по счёту в чешском алфавите, 18-й по счёту в словацком алфавите, 12-й по счёту в исландском алфавите. Во всех них обозначает /iː/.
- В татарской латинице версии Заманалиф является 14-й по счёту и обозначает /ɨɪ/ — твёрдую пару звука «i».
- Во вьетнамском алфавите и пиньине является сочетанием буквы i и акута, обозначающего высокий восходящий тон (sắc; líng).
- В португальском алфавите и других иберо-романских и окситано-романских языках указывает на нестандартное место ударения.
- В итальянском языке может использоваться для указания места нестандартного ударения (в тех случаях, когда в итальянской графике используется принцип, аналогичный каталанско-валенсийскому, при котором грависом отмечается à, e (è и é) и o (ò и ó) используются по принципу открытости-закрытости, а гласные высокого подъёма — u и i всегда отмечаются акутом (ú, í).